# Понуровский
Понуровский — опустевший починок в составе Горевского сельсовета в Уренском районе Нижегородской области.

## География
Находится на расстоянии примерно 12 километров по прямой на север от районного центра города Урень.

## История
Починок основан в первой половине XIX века переселенцами из деревни Понурово Ковернинской волости. Жители относились к старообрядцам-спасовцам, имели до отмены крепостного права статус удельных крестьян. В 1870-м году было учтено 13 хозяйств и 86 жителей. В советский период работал колхоз им. Свердлова. Последняя жительницы выехала из починка в 1993 году.

## Население
Постоянное население не было учтено как в 2002 году, так и в 2010.